# Hemixos castanonotus
A Hemixos castanonotus a verébalakúak (Passeriformes) rendjébe, ezen belül a bülbülfélék (Pycnonotidae) családjába és a Hemixos nembe tartozó faj. 21-22 centiméter hosszú. Kína, Laosz és Vietnám nedves erdőiben él 1000 méteres tengerszint feletti magasságig. Gyümölcsökkel és rovarokkal táplálkozik. Májustól júliusig költ, két vagy több fészekaljat.

## Alfajok
- H. c. canipennis (Seebohm, 1890) – dél-Kína, északkelet-Vietnám, északnyugat-Laosz;
- H. c. castanonotus (Swinhoe, 1870) – észak-Vietnám, dél-Kína (Hajnan).

## Fordítás
- Ez a szócikk részben vagy egészben  a   Chestnut bulbul című angol Wikipédia-szócikk fordításán alapul.  Az eredeti cikk szerkesztőit annak laptörténete sorolja fel. Ez a jelzés csupán a megfogalmazás eredetét és a szerzői jogokat jelzi, nem szolgál a cikkben szereplő információk forrásmegjelöléseként.